# Gabriel Heinze
Gabriel Iván Heinze (pronunciación en alemán: /'haɪntsə/; Crespo, Entre Ríos, Argentina, 19 de abril de 1978) es un exfutbolista y actual director técnico argentino. Jugó de defensa y su último club fue Newell's Old Boys, mismo club en el cual debutó profesionalmente y se consagró campeón, y en el cual se desempeñaba como director técnico. Actualmente es asistente técnico de Mikel Arteta en el Arsenal Football Club de la Premier League de Inglaterra.
A pesar de jugar como defensa, la llegada al gol fue algo que lo caracterizó a lo largo de su carrera. Al punto que Heinze logró anotar goles en todos los equipos que jugó incluyendo la selección argentina, pero exceptuando su breve paso por la A.S. Roma.
En su carrera como director técnico, la cual comenzó en el año 2015, dirigió a los equipos Godoy Cruz, Vélez Sarsfield, Atlanta United y Argentinos Juniors, con el último consiguió su primer palmar, el campeonato de Primera B Nacional 2016-17. También se hizo famoso por su temperamento, que causó varios roces con periodistas y le valió -junto a las 4 victorias sobre 17 partidos- la expulsión del Atlanta United

## Trayectoria

### Como futbolista

#### Inicios y debut en Newell's Old Boys
Se inició futbolísticamente en Newell's Old Boys, club donde se formaría como jugador y donde comenzaría su carrera profesional.
En Newell's Old Boys tuvo un gran debut, y luego de disputar tan solo 8 partidos fue transferido al fútbol europeo, siendo el Valladolid su primer equipo.

#### Valladolid (1997)
Llega al Valladolid. El club compró la totalidad de su pase, pero en su primera etapa no tuvo rodaje en el fútbol español, solo fue suplente. Con 19 años fue cedido a préstamo al Sporting de Lisboa.

#### Sporting de Lisboa (1998)
En el Sporting de Lisboa hizo su debut en el fútbol europeo. Si bien solo jugó 5 partidos, dio resultados óptimos, alcanzando a marcar un gol. El préstamo era solo por un año así que de Portugal vuelve a España en 1999.

#### Regreso al Valladolid (1999)
Vuelve al Valladolid ya para ser titular. Jugó una temporada y media, cosechando buenos resultados en un Valladolid que terminó la temporada a mitad de tabla. Sus habilidades ya se empezaban a lucir en Europa, a punto que los medios españoles lo denominaban como "La Solidez Argentina". Pero pronto se marcharía al fútbol francés para no volver a España hasta el año 2007.
Finalizó su etapa con el Valladolid disputando su encuentro número 54. Sus excelentes actuaciones le alcanzaron para ser parte de una preselección de la selección mayor Argentina, a los 21 años.
A mediados del 2000 es adquirido por el club francés Paris Saint-Germain.

#### Paris Saint-Germain (2000 - 2004)
Defendió la camiseta del Paris Saint-Germain más de una centena de encuentros. Los resultados se seguían dando, y a la par de pelear los primeros puestos con el Paris Saint-Germain, hace su debut oficial con la selección argentina.
Después de tres años de excelentes resultados, se consagró campeón de la Copa de Francia en la primera mitad de 2004, y se anunció su convocatoria para los Juegos Olímpicos de Atenas 2004. Para entonces, con 24 años estaba haciendo historia, siendo para entonces uno de los mejores jugadores de Argentina.
Junto con su compatriota Juan Pablo Sorín, se ganaron el afecto de los fanáticos del Paris Saint-Germain al punto que, al estar ausentes en la final de la Copa de Francia por jugar en la selección, los hinchas llevaron una bandera que decía: “La copa para Gabi y Juampi”, en agradecimiento a lo que habían hecho durante esa temporada.

#### Manchester United (2004 - 2007)
Antes de julio de 2004, ya se había mudado al fútbol inglés al ser adquirido por el Manchester United, donde firmó contrato por tres temporadas. El argentino cautivó a Alex Ferguson, quien lo pidió para su equipo. En el Manchester United ganó la Carling Cup en 2006, siendo a su vez Subcampeón de la Premier League.
En 2007 luego de una temporada impecable en donde reafirmó su nivel futbolístico. Salió subcampeón de la FA Cup pero pudo finalmente conquistar la Premier League. De la mano de jugadores históricos del Manchester United como Wayne Rooney, Cristiano Ronaldo, Gerard Piqué, Rio Ferdinand, entre otros. El Manchester United de esa temporada es recordado como uno de los mejores planteles futbolísticos en la historia del club.
A la par de su paso por el Manchester United en 2004 fue subcampeón de la Copa América en 2004 con la Selección Argentina, y campeón de los Juegos Olímpicos de Atenas.
En 2007 también volvió a ser subcampeón con la selección mayor. Esta vez en la Copa América de 2007.

#### Real Madrid (2007 - 2009)

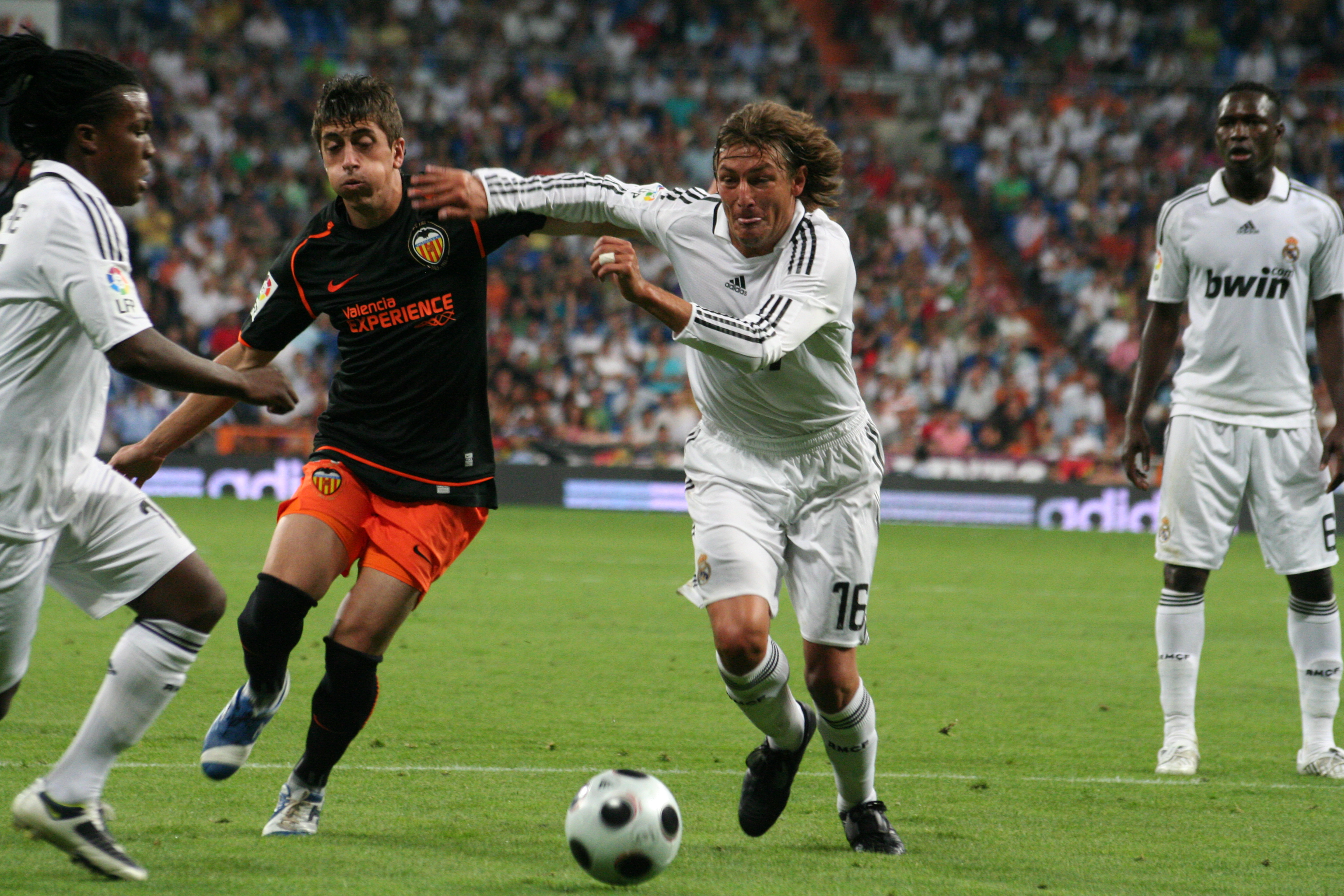
Heinze disputando un balón contra Pablo Hernández por la Supercopa de España 2008 contra el Valencia.

El 22 de agosto de 2007 fue fichado por el Real Madrid por unos 12 millones de euros en un contrato por cuatro temporadas, convirtiéndose en el tercer jugador del Manchester United que era transferido al equipo merengue (después de David Beckham y Ruud van Nistelrooy). Realizó su debut el 2 de septiembre tras ingresar a los 57 minutos en reemplazo de Raúl en la victoria por 0-5 sobre el Villarreal por la segunda fecha de La Liga 2007-08. El 30 de marzo de 2008 anotó su primer gol por el Real Madrid en la victoria por 3-1 sobre el Sevilla en el Estadio Santiago Bernabéu. El 4 de mayo se consagró campeón de la Liga Española faltando tres fechas para el final del torneo tras vencer por 2-1 al Osasuna, partido que Heinze disputó de lateral izquierdo. El Real Madrid con el alemán Bernd Schuster como entrenador él terminó el campeonato con 85 puntos, logrando salir campeón con 8 puntos de ventaja sobre el Villarreal y con 18 puntos de diferencia con su archirrival Barcelona, a quien la fecha siguiente recibió ya como campeón en el Santiago Bernabéu imponiéndose 4–1 y produciéndose el tradicional 'pasillo' de los jugadores azulgranas en honor al campeón. Debido a varias lesiones con las que acarreó la temporada, Heinze vio su participación en La Liga reducida a 20 encuentros y una anotación.
Inició la temporada 2008-09 participando en la obtención de la Supercopa de España el 24 de agosto tras vencer en el marcador global por 6-5 al Valencia, ya que tras haber perdido el encuentro de ida por 3-2, lograron remontar el resultado de la ida e imponerse por 4-2 en el Estadio Santiago Bernabéu a pesar de quedar en inferioridad numérica luego de las expulsiones de Rafael van der Vaart y Ruud van Nistelrooy. El 27 de septiembre en un partido por la quinta fecha de la Liga BBVA 2008-09, Heinze abrió el marcador en la victoria por 1-2 sobre el Real Betis tras un cabezazo luego de un tiro libre de Rafael van der Vaart. Sin embargo, el equipo tuvo resultados negativos en Liga y Liga de Campeones y fue eliminado de la Copa del Rey por el Real Unión de Irún de la Segunda División B española en dieciseisavos de final, lo que causó que Bernd Schuster fuera destituido y reemplazado en diciembre por Juande Ramos. Salvo por algunas lesiones, bajo el mando de Ramos su titularidad no se vería afectada. El 14 de marzo de 2009 anotó a los 34 minutos el segundo gol merengue en la victoria por 2-5 sobre el Athletic Club, encuentro donde además anotaría un autogol dos minutos después que finalmente no afectaría el resultado. A pesar de la mejora en el rendimiento del equipo al mando del español, el Real Madrid quedó ubicado en el segundo lugar a 9 puntos del Barcelona, que se consagró campeón de la Liga BBVA 2008-09. Heinze disputó 24 partidos (todos de titular) en la Liga BBVA y anotó dos goles, dejando constancia de su polivalencia defendiendo, tanto por la banda izquierda como por el centro de la defensa. En dos temporadas con el Real Madrid, jugó 44 partidos marcando 3 goles y ganándose el cariño de gran parte de la afición merengue.

#### Olympique de Marsella (2009 - 2011)
El 30 de julio de 2009, el Real Madrid llegó a un acuerdo con el Olympique de Marsella, por el que pasó a jugar tres temporadas más en Francia.
El Olympique fue un paso importantísimo en su carrera, y a la vez muy laureado. Salió campeón de la Ligue 1, de la Supercopa de Francia y dos veces campeón de la Copa de la Liga.
A esas alturas se notaba muy experimentado, y en 2011 fue transferido al fútbol italiano al ser adquirido por el A.S. Roma.

#### A.S. Roma (2011)
En 23 de julio de 2011 es transferido del Olympique de Marsella al A.S. Roma.
Esta se convierte en su primera participación en la Serie A, luego de haber participado ya en dos de las más importantes ligas de fútbol de Europa como la Premier League de Inglaterra (Manchester United) y La Liga de España (Real Valladolid y Real Madrid).
El 8 de agosto de 2012 se desvinculó del A.S. Roma para volver al Club Atlético Newell's Old Boys.

#### Regreso a Newell's Old Boys (2012 - 2014)
A mediados del 2012, el equipo que lo vio nacer como jugador, comenzó la negociación por su regreso y tras varios sondeos logró así su desvinculación con la Roma y retorna al club de sus amores, bajo las órdenes del DT Gerardo Martino, y junto a compañeros de la talla de Maxi Rodríguez, Ignacio Scocco, Milton Casco, Pablo Pérez, Santiago Vergini, Nahuel Guzmán, y Lucas Bernardi, entre otros. Tras una excelente campaña en el Torneo Inicial 2012, se consagró campeón del Torneo Final 2013 obteniendo así su primer título en el país de origen en su extensa y exitosa carrera profesional.
Con el paso de los años, desde el exterior siempre se encargaba de hablar de su fanatismo por Newell's, al punto en que en una entrevista realizada en abril de 2008 por el diario deportivo español As dijo no ser hincha del equipo para el que jugaba (Real Madrid), remarcando "No soy hincha del Madrid, soy hincha de Newell's". Ocasiones como esta y tantas otras más iban fogueando con el paso del tiempo el deseo de los "leprosos" de volver a ver al Gringo con la Roja y Negra. La vuelta del Tata Gerardo Martino fue clave para el regreso de Heinze, que en otro momento de su carrera parecía inalcanzable.
Tras no solo salvar al equipo de descender en 2012 si no también llevarlo al máximo nivel del fútbol sudamericano, se reivindicó como ídolo de la institución. El sueño de los hinchas de Newell's Old Boys que era poder ver al Gringo Heinze defendiendo un poco más su camiseta, se cumplió y este título bastó para ponerle un final feliz a la historia de amor entre el Gringo Heinze y el club que lo vio nacer.
Fue así como anunció su retiro el 9 de mayo, y el 10 de mayo de 2014 jugó su último partido en Newell's. Se despidió ante los ojos de 42.000 hinchas que lo ovacionaron a una sola voz, en lo que se consideró una despedida merecida.

### Como entrenador

#### Godoy Cruz (2015)
En el mes de junio de 2015, sin tener todavía el título hablitante de entrenador, asumió la dirección técnica de Godoy Cruz. El 26 de septiembre fue destituido del equipo al perder contra Club Olimpo.
El hecho de que no haya tenido el título de entrenador (19 materias) influyó mucho en su salida. Principalmente porque no podía entrar como DT a los partidos y tenía que mirarlos desde la platea. Esto generó el repudio de la hinchada de Godoy Cruz y también una últimamente mala relación con el presidente del club, lo que selló su despido del club en unas pocas fechas.
"El problema del carnet es que estoy cursando, se está tramitando un permiso".
Antes del último partido con Heinze al mando, los hinchas de Godoy Cruz hicieron un banderazo en Mendoza en su contra, rezando "Gracias Heinze, pero necesitamos un entrenador con título".
Como consiguió trabajo en Godoy Cruz con brevedad, no llegó a tramitar un permiso provisorio para dirigir hasta terminar el curso de DT y fue expulsado del equipo antes de que termine de tramitarse.

#### Argentinos Juniors (2016 - 2017)
A pesar de su mala experiencia con Godoy Cruz, el 20 de junio de 2016 es confirmado como nuevo director técnico de Argentinos Juniors con la misión de devolver al club a la Primera División de Argentina.
Cuando llegó al club, fue duramente criticado por todos: Dirigentes, hinchas, periodistas etc. Los primeros partidos fueron duros porque la disconformidad de la hinchada era notoria, y a veces algún insulto se le escapaba a la gente de Argentinos Juniors. Nadie quería al Gringo principalmente porque no tenía experiencia como DT más que su corto paso por Godoy Cruz. En el inicio se vio "más de lo mismo" en Argentinos Juniors y Heinze generó dudas. En los primeros cinco partidos el equipo cosechó tan solo 7 puntos. Su relación con el presidente Malaspina iba de mal en peor, y cuestionado por la hinchada y los medios a Heinze le sobraban razones para abandonar la dirigencia de Argentinos Juniors.
Ya casi a mitad de torneo, el Gringo Heinze respondió con resultados. Jugadores que antes no rendían con la llegada del Gringo comenzaron a rendir al 100%, y con un equipo que salía jugando desde el fondo, dando mil pases y terminando el ataque con 6 o 7 hombres, los hinchas comenzaron a tomarle afecto. A tal punto que en la tribuna se cantaban canciones como: "¡Olé, olé, oleeeeé, Gringo, Gringoooo!". El Gringo "no se quebraba" con las primeras demostraciones de afecto. El equipo iba bien pero Heinze se acordaba de lo mal que lo trataron todos en sus primeros días en AAAJ.
"Me putearon tanto, y nunca me quebraron, que ¿por qué les voy a creer los elogios?", decía desentendido de las canciones que le dedicaba la hinchada. A fines del 2016 los medios se referían a Argentinos Juniors "La Gringoneta" o "Los Globetrotters de La Paternal".
En el 2017 el equipo ya se iba acostumbrando a jugar bien y la ilusión era evidente. "Que de la mano, del Gringo Heinze, todos la vuelta vamos a dar". La respuesta del Gringo: "Más que los elogios, lo que valoro es el respeto que ahora me tienen".
Finalmente y luego de una emocionante campaña, el 8 de julio de 2017 logró ascender a Argentinos Juniors a la Primera División. Causando el asombro de propios y extraños. A tal punto que el presidente Malaspina, con quien al principio no tuvo una óptima relación, habló sumamente bien sobre el Gringo Heinze: "La clave ha sido creer en un proyecto. Debíamos realizar una revolución y debíamos profesionalizarnos todos. De Heinze nos atrapó su seriedad y su propuesta de potenciar a los chicos. Su ímpetu para superarnos día a día no sólo ha jerarquizado a los jugadores, sino también nos potenció a los dirigentes. Desde su arribo hemos mejorado mucho en temas de procedimiento de trabajo, por ejemplo".
Argentinos fue el equipo más goleador, así como también el menos goleado, el que más ganó y el que menos perdió. 4 fechas antes del final, el equipo ya había cosechado 81 puntos, que le alcanzaron para sellar su ascenso a la Primera División del Fútbol Argentino. A los festejos por este ascenso se sumó Diego Armando Maradona, y en plena fiesta, el Gringo, con suma seriedad también aprovechó para hacer las paces definitivas con la dirigencia de Argentinos Juniors: "Me fueron a buscar cuando el club se incendiaba. Los dirigentes pusieron en juego cosas personales cuando pasamos momentos muy jodidos y eso tiene un gran valor. Quiero pedirles perdón por mi carácter y mis formas, que a veces llevaron a un camino áspero. La verdad que lo que hicieron ellos por la institución es enorme y por eso los hinchas tienen que estar tranquilos. Este equipo me llenó demasiado, nunca pensé que podríamos lograr lo que se logró. Fue un año muy duro, los jugadores y la gente se merecían esta alegría".
Una imagen importante de los festejos por el ascenso fue la de un hincha de Argentinos Juniors, que al finalizar el partido con Gimnasia de Jujuy, se metió en la cancha y comenzó a correr eufórico hacía donde estaba el Gringo Heinze y le dijo: "Peso 200 kilos. Corrí toda la cancha para abrazarte. Me quiero casar con vos".

#### Vélez Sarsfield (2018 - 2020)
Firma contrato con Vélez hasta junio de 2020 intentando demostrar su ideología de juego.
Comienza con un triunfo frente a Defensa y Justicia por 1 a 0 pero con un pésimo juego, el cual sigue sin aparecer en las derrotas contra Chacarita y Patronato, sumado al empate sobre la hora con Belgrano. Sorpresivamente el equipo se lleva un gran triunfo de local frente a River por 1 a 0. A partir de ese momento Vélez solo perdió un partido (contra Independiente) y cosechó una racha de 9 partidos seguidos sin perder con 4 victorias y 5 empates, ubicándose en la mitad de la tabla con 38 unidades. Desde que asumió en Vélez, fecha 13 hasta la finalización del campeonato contó con un número "9" quien aportó la cuota de gol necesaria para evitar el temido descenso. Ya en la Superliga 2018-19, el equipo evidencia una falta notable de gol, no obstante recuperó algo de terreno a principios de 2020 con la incorporación de Ricardo Centurión (polémico delantero de Racing al que Heinze le dio su respaldo), llegando a estar en la tercera colocación junto a Lanús, Racing, Argentinos Juniors y Rosario Central en la Superliga 2019-20.
En conferencia de prensa, el 6 de marzo de 2020 Gabriel Heinze anunció que dejaba de ser el entrenador de Vélez. Dejó un importante trabajo: llegó a un equipo que pensaba en salvarse del descenso, y en el último torneo se ubicó 3° con 39 unidades, dentro de la zona Libertadores. En total, Heinze dirigió a Vélez en 70 partidos, con 30 victorias, 22 empates y 18 derrotas.

#### Atlanta United (2021)
En enero del año 2021, Heinze, firmó un contrato con el Atlanta United de la Major League Soccer. Seis meses después, tras dirigir diecisiete encuentros, en los cuales obtuvo cuatro victorias, ocho empates y cinco derrotas, fue despedido por distintos inconvenientes con el plantel que dirigía. Según argumentó Fox Sports (Estados Unidos) la situación entre el DT y el equipo se hizo muy tensa y los mismos jugadores del Atlanta United acudieron a la Asociación de Jugadores de la MLS y presentaron una queja formal ante la liga en la cual citaban numerosas violaciones del convenio colectivo.

#### Newell's Old Boys (2022-2023)

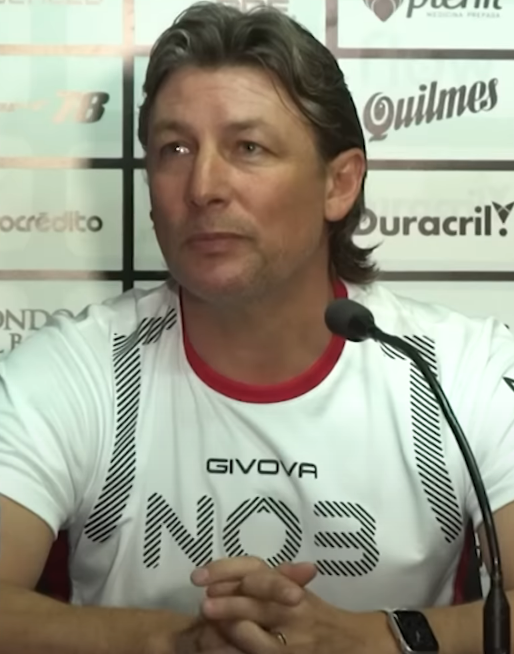
Heinze en una conferencia de prensa en 2022 como director técnico de Newell's Old Boys.

El 25 de octubre de 2022, se anuncia su llegada a Newell's, reemplazando al interinato de Adrián Coria.El 13 de noviembre de 2023, anunció que dejaría su cargo luego de la finalización de la Copa de la Liga Profesional.

## Selección nacional

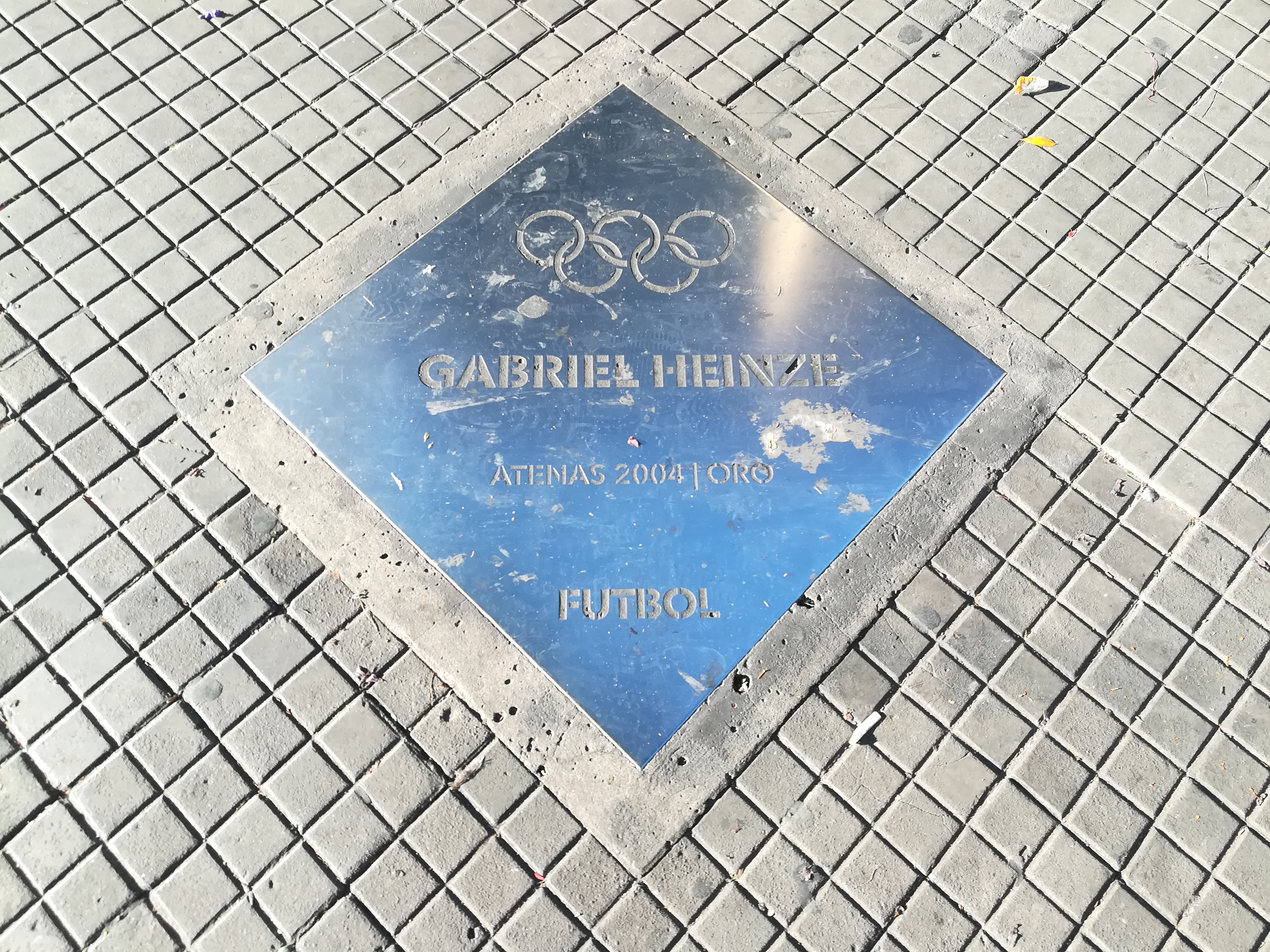
Placa homenaje a Heinze en el Paseo de los Olímpicos de Rosario.

### Selección juvenil

#### Participaciones en Juegos Olímpicos
| Olimpiadas             | Sede   | Resultado      | Partidos | Goles |
| ---------------------- | ------ | -------------- | -------- | ----- |
| JJ. OO. de Atenas 2004 | Grecia | Medalla de oro | 6        | 1     |

### Selección absoluta
En el año 1999 fue parte de una preselección, que se preparó para el Preolímpico de 1999 que se disputó en Brasil.
Su debut en la selección mayor se produjo el 30 de abril de 2003 en un encuentro frente a la selección de fútbol de Libia, en el cual la selección de Argentina se impuso por 3:1. Tras esto, Heinze consiguió ser convocado por Marcelo Bielsa para los siguientes partidos amistosos y para el inicio de las Eliminatorias al Mundial de Alemania 2006. Al año siguiente, Heinze lograría la consagración como titular de la selección.
En julio del mismo año, fue convocado para la Copa América 2004 realizada en Perú. Heinze fue titular en los 6 encuentros que disputó su selección, dónde Argentina fue subcampeón tras perder a penales por 2-4 frente a Brasil tras empatar a 2 en el tiempo reglamentario. Heinze fue el segundo argentino en ejecutar, pero falló su lanzamiento.
En los Juegos Olímpicos de Atenas 2004, fue parte del plantel que obtuvo la medalla de oro, y fue convocado para el Mundial de Alemania 2006, donde alcanzó los cuartos de final.
Jugó en la Copa Confederaciones 2005, en Alemania, donde Argentina fue subcampeón. Disputó todos los partidos, 5 encuentros.
También fue convocado para la Copa América 2007, en Venezuela, donde Argentina fue subcampeón.
Jugó también 14 partidos de la Clasificación de Conmebol para la Copa Mundial de Fútbol de 2010 en donde argentina clasificó con suspenso en las últimas dos fechas y fue uno de los 23 representantes del seleccionado argentino en el mismo mundial en donde anotó el gol de la victoria por 1-0 en el primer partido de fase de grupos contra selección de Nigeria y jugó el segundo partido contra selección de la República de Corea con resultado albiceleste por 4-1, los octavos contra selección de México que argentina ganó por 3-1 (en donde protagonizó un blooper en el segundo gol de argentina golpeándose la cara contra un camarógrafo mientras festejaba), y los cuartos contra selección de Alemania, instancia en donde argentina quedaría eliminada por 4-0.

### Participación en copas oficiales con la selección argentina

#### Participaciones en Copas del Mundo
| Mundial           | Sede      | Resultado        | Partidos | Goles |
| ----------------- | --------- | ---------------- | -------- | ----- |
| Copa Mundial 2006 | Alemania  | Cuartos de final | 5        | 0     |
| Copa Mundial 2010 | Sudáfrica | Cuartos de final | 4        | 1     |

#### Participaciones en Copas América
| Copa              | Sede      | Resultado  | PJ | Goles |
| ----------------- | --------- | ---------- | -- | ----- |
| Copa América 2004 | Perú      | Subcampeón | 6  | 0     |
| Copa América 2007 | Venezuela | Subcampeón | 5  | 1     |

#### Participaciones en Copas FIFA Confederaciones
| Copa                           | Sede     | Resultado  | PJ | Goles |
| ------------------------------ | -------- | ---------- | -- | ----- |
| Copa FIFA Confederaciones 2005 | Alemania | Subcampeón | 5  | 0     |

#### Participaciones en eliminatorias sudamericanas
| Eliminatorias     | Resultado   | Partidos | Goles |
| ----------------- | ----------- | -------- | ----- |
| Eliminatoria 2006 | Clasificado | 10       | 0     |
| Eliminatoria 2010 | Clasificado | 14       | 0     |

## Vida privada
Es hijo de Jorge y de Titina, docente de una escuela en Crespo. Es descendiente de alemanes del Volga. Tiene 3 hermanos: Gustavo, Hernán y Sebastián.
Cuando asumió como DT de Argentinos Juniors su familia se quedó en Rosario.
Es hincha del Club Atlético Newell's Old Boys, institución a la que volvió cuando el equipo estaba último en la tabla de descensos, y en menos de un año, revirtió esa situación, llevándolo a ganar el Torneo Final 2013.
También fue dirigido por técnicos de gran talla como los argentinos Marcelo Bielsa, el "Tata" Gerardo Martino. También fue dirigido por el alemán Bernd Schuster y el escocés Sir Alex Ferguson, entre otros.
Fue subcampeón en las dos Copas Américas que participó (2004 - 2007) pero previamente había ganado la medalla de oro en los Juegos Olímpicos de Atenas de la mano del DT Marcelo Bielsa.
En su libro, Diego Maradona lo mencionó en las dedicatorias, "Al Gringo Heinze".
Siempre que jugó en el exterior, cuando salía campeón salía a festejar con una bandera de Argentina.
Es reconocido por ser un jugador claro, de hablar las cosas de frente y de ser "políticamente incorrecto". Cualidades por las que fue y es tanto amado como odiado.
A Heinze lo consideran un entrenador "moderno" ya que se apoya mucho en la tecnología. Se maneja con dos computadoras y varios pendrives, que van con él a todos lados. Observa en video los últimos ocho partidos del rival de turno. Primero los partidos completos, para editarlos y ver la edición que quedó de cada uno de ellos.

## Estadísticas

### Como jugador
| Newell's Old Boys Argentina | 1.ª                 | 1997                | 8   | 0  | —  | —  | —  | —   | 8   | 0    | 0,00 |
| Real Valladolid · España | 1.ª                 | 1998                | —   | —  | 1  | 0  | —  | —   | 1   | 0    | 0,00 |
| Sporting de Lisboa Portugal | 1.ª                 | 1998-99             | 5   | 1  | 1  | 0  | —  | —   | 6   | 1    | 0.17 |
| Real Valladolid · España | 1.ª                 | 1999-00             | 18  | 0  | 1  | 0  | —  | —   | 19  | 0    | 0,00 |
| Real Valladolid · España | 1.ª                 | 2000-01             | 36  | 1  | 1  | 0  | —  | —   | 37  | 1    | 0.03 |
| Real Valladolid · España | Total club          | Total club          | 54  | 1  | 3  | 0  | 0  | 0   | 57  | 1    | 0.02 |
| París Saint-Germain Francia |                     |                     |     |    |    |    |    |     |     |      |      |
| 1.ª | 2001-02             | 31                  | 0   | 7  | 1  | 10 | 1  | 48  | 2   | 0.04 |      |
| 1.ª | 2002-03             | 35                  | 2   | 7  | 1  | 4  | 0  | 46  | 3   | 0.07 |      |
| 1.ª | 2003-04             | 33                  | 2   | 5  | 1  | —  | —  | 38  | 3   | 0.08 |      |
| Total club | Total club          | 99                  | 4   | 19 | 3  | 14 | 1  | 132 | 8   | 0.06 |      |
| Manchester United Inglaterra |                     |                     |     |    |    |    |    |     |     |      |      |
| 1.ª | 2004-05             | 26                  | 1   | 6  | 0  | 7  | 0  | 39  | 1   | 0.03 |      |
| 1.ª | 2005-06             | 4                   | 0   | —  | —  | 2  | 2  | 6   | 2   | 0.33 |      |
| 1.ª | 2006-07             | 22                  | 0   | 8  | 1  | 8  | 0  | 38  | 1   | 0.03 |      |
| Total club | Total club          | 52                  | 1   | 14 | 1  | 17 | 2  | 83  | 4   | 0.05 |      |
| Real Madrid · España |                     |                     |     |    |    |    |    |     |     |      |      |
| 1.ª | 2007-08             | 20                  | 1   | 2  | 0  | 4  | 0  | 26  | 1   | 0.04 |      |
| 1.ª | 2008-09             | 24                  | 2   | 3  | 0  | 7  | 0  | 34  | 2   | 0.06 |      |
| Total club | Total club          | 44                  | 3   | 5  | 0  | 11 | 0  | 60  | 3   | 0.05 |      |
| Olympique de Marsella Francia |                     |                     |     |    |    |    |    |     |     |      |      |
| 1.ª | 2009-10             | 27                  | 4   | 2  | 0  | 7  | 2  | 36  | 6   | 0.17 |      |
| 1.ª | 2010-11             | 31                  | 3   | 2  | 0  | 8  | 1  | 41  | 4   | 0.10 |      |
| Total club | Total club          | 58                  | 7   | 4  | 0  | 15 | 3  | 77  | 10  | 0.13 |      |
| AS Roma · Italia |                     |                     |     |    |    |    |    |     |     |      |      |
| 1.ª | 2011-12             | 30                  | 0   | 2  | 0  | —  | —  | 32  | 0   | 0,00 |      |
| Newell's Old Boys Argentina | 1.ª                 | 2012-13             | 27  | 1  | —  | —  | 10 | 0   | 37  | 1    | 0.03 |
| Newell's Old Boys Argentina | 1.ª                 | 2013-14             | 26  | 2  | —  | —  | 4  | 0   | 30  | 2    | 0.07 |
| Newell's Old Boys Argentina | Total 2.ª etapa     | Total 2.ª etapa     | 53  | 3  | 0  | 0  | 14 | 0   | 57  | 3    | 0.05 |
| Newell's Old Boys Argentina | Total club          | Total club          | 61  | 3  | 0  | 0  | 14 | 0   | 75  | 3    | 0.04 |
| Total en su carrera | Total en su carrera | Total en su carrera | 403 | 20 | 48 | 4  | 71 | 6   | 522 | 30   | 0.06 |
| (1) Incluye datos de Copa de los Países Bajos / Supercopa de los Países Bajos (1998-99); Copa Italia / Supercopa de Italia (2000-09). (2) Incluye datos de Supercopa Sudamericana (1996); Copa Intercontinental (1996); Recopa Sudamericana (1997); Copa Libertadores (1997); Liga de Campeones de la UEFA (1997-09); Copa de la UEFA / UEFA Europa League (1998-10) y Copa Intertoto de la UEFA (2002). |                     |                     |     |    |    |    |    |     |     |      |      |

### Como entrenador
| Equipo                        | Div.                | Temporada           | Liga  | Liga | Liga | Liga | Liga |       | Copa | Copa | Copa | Copa  |   | Internacional | Internacional | Internacional | Internacional | Internacional |   | Otros | Otros | Otros | Otros |    | Totales | Totales     | Totales | Totales | Totales | Totales | Totales | Totales | Totales |
| Equipo                        | Div.                | Temporada           | Part. | G    | E    | P    | Pos. | Part. | G    | E    | P    | Part. | G | E             | P             | Pos.          | Part.         | G             | E | P     | Part. | G     | E     | P  | Puntos  | Rendimiento | GF      | GC      | Dif.    |         |         |         |         |
| ----------------------------- | ------------------- | ------------------- | ----- | ---- | ---- | ---- | ---- | ----- | ---- | ---- | ---- | ----- | - | ------------- | ------------- | ------------- | ------------- | ------------- | - | ----- | ----- | ----- | ----- | -- | ------- | ----------- | ------- | ------- | ------- | ------- | ------- | ------- | ------- |
| Godoy Cruz Argentina          | 1.ª                 | 2015                | 10    | 2    | 2    | 6    | Inc. | -     | -    | -    | -    | -     | - | -             | -             | -             | -             | -             | - | -     | 10    | 2     | 2     | 6  | 8/30    | 26.67%      | 9       | 14      | -5      |         |         |         |         |
| Godoy Cruz Argentina          | Total               | Total               | 10    | 2    | 2    | 6    | -    | -     | -    | -    | -    | -     | - | -             | -             | -             | -             | -             | - | -     | 10    | 2     | 2     | 6  | 8/30    | 26.67%      | 9       | 14      | -5      |         |         |         |         |
| Argentinos Juniors Argentina  | 1.ª                 | 2016                | -     | -    | -    | -    | -    | 1     | 0    | 1    | 0    | -     | - | -             | -             | -             | -             | -             | - | -     | 1     | 0     | 1     | 0  | 1/3     | 33.33%      | 1       | 1       | +0      |         |         |         |         |
| Argentinos Juniors Argentina  | 2.ª                 | 2016-17             | 44    | 25   | 13   | 6    | 1.º  | 1     | 0    | 0    | 1    | -     | - | -             | -             | -             | -             | -             | - | -     | 45    | 25    | 13    | 6  | 88/135  | 65.19%      | 61      | 25      | +36     |         |         |         |         |
| Argentinos Juniors Argentina  | Total               | Total               | 44    | 25   | 13   | 6    | -    | 2     | 0    | 1    | 1    | -     | - | -             | -             | -             | -             | -             | - | -     | 46    | 25    | 14    | 7  | 89/138  | 64.49%      | 62      | 26      | +36     |         |         |         |         |
| Vélez Sarsfield Argentina     | 1.ª                 | 2017-18             | 15    | 6    | 6    | 3    | 14.º | 1     | 0    | 1    | 0    | -     | - | -             | -             | -             | -             | -             | - | -     | 16    | 6     | 7     | 3  | 25/48   | 52.08%      | 23      | 20      | +3      |         |         |         |         |
| Vélez Sarsfield Argentina     | 1.ª                 | 2018-19             | 25    | 11   | 7    | 7    | 6.º  | 5     | 2    | 2    | 1    | -     | - | -             | -             | -             | -             | -             | - | -     | 30    | 13    | 9     | 8  | 48/90   | 53.33%      | 38      | 27      | +11     |         |         |         |         |
| Vélez Sarsfield Argentina     | 1.ª                 | 2019-20             | 23    | 11   | 6    | 6    | 3.º  | -     | -    | -    | -    | 2     | 1 | 0             | 1             | 1ªF           | -             | -             | - | -     | 25    | 12    | 6     | 7  | 42/75   | 56%         | 29      | 16      | +13     |         |         |         |         |
| Vélez Sarsfield Argentina     | Total               | Total               | 63    | 28   | 19   | 16   | -    | 6     | 2    | 3    | 1    | 2     | 1 | 0             | 1             | -             | -             | -             | - | -     | 71    | 31    | 22    | 18 | 115/213 | 53.99%      | 90      | 63      | +27     |         |         |         |         |
| Atlanta United Estados Unidos | 1.ª                 | 2021                | 13    | 2    | 7    | 4    | Inc. | -     | -    | -    | -    | 4     | 2 | 1             | 1             | 1/4           | -             | -             | - | -     | 17    | 4     | 8     | 5  | 20/51   | 39.22%      | 16      | 20      | -4      |         |         |         |         |
| Atlanta United Estados Unidos | Total               | Total               | 13    | 2    | 7    | 4    | -    | -     | -    | -    | -    | 4     | 2 | 1             | 1             | -             | -             | -             | - | -     | 17    | 4     | 8     | 5  | 29/51   | 39.22%      | 16      | 20      | -4      |         |         |         |         |
| Newell's Old Boys Argentina   | 1.ª                 | 2023                | 27    | 8    | 11   | 8    | 14.º | 15    | 5    | 3    | 7    | 8     | 5 | 2             | 1             | 1/8           | -             | -             | - | -     | 50    | 18    | 16    | 16 | 70/150  | 46.67%      | 50      | 41      | +9      |         |         |         |         |
| Newell's Old Boys Argentina   | Total               | Total               | 27    | 8    | 11   | 8    | -    | 15    | 5    | 3    | 7    | 8     | 5 | 2             | 1             | -             | -             | -             | - | -     | 50    | 18    | 16    | 16 | 70/150  | 46.67%      | 50      | 41      | +9      |         |         |         |         |
| Total en su carrera           | Total en su carrera | Total en su carrera | 157   | 65   | 52   | 40   | -    | 23    | 7    | 7    | 9    | 14    | 8 | 3             | 3             | -             | -             | -             | - | -     | 194   | 80    | 62    | 52 | 299/582 | 51.89%      | 227     | 164     | +63     |         |         |         |         |
| 1. 2.                         |                     |                     |       |      |      |      |      |       |      |      |      |       |   |               |               |               |               |               |   |       |       |       |       |    |         |             |         |         |         |         |         |         |         |

#### Resumen por competencias
| Torneo                           | Estadísticas | Estadísticas | Estadísticas | Estadísticas | Estadísticas | Estadísticas | Estadísticas | Estadísticas | Estadísticas             |
| Torneo                           | PJ           | G            | E            | P            | GF           | GC           | DG           | Rendimiento  | Mejor Resultado          |
| -------------------------------- | ------------ | ------------ | ------------ | ------------ | ------------ | ------------ | ------------ | ------------ | ------------------------ |
| Primera B Nacional               | 44           | 25           | 13           | 6            | 61           | 24           | +37          | 66.67%       | Campeón                  |
| Primera División de Argentina    | 100          | 38           | 32           | 30           | 116          | 96           | +20          | 48.67%       | Tercer lugar             |
| Copa Argentina                   | 5            | 0            | 2            | 3            | 2            | 5            | -3           | 13.33%       | Treintaidosavos de final |
| Copa de la Superliga Argentina   | 4            | 2            | 2            | 0            | 4            | 1            | +3           | 66.67%       | Cuartos de final         |
| Copa de la Liga Profesional      | 14           | 5            | 3            | 6            | 14           | 10           | +4           | 42.85%       | Fase de grupos           |
| MLS                              | 13           | 2            | 7            | 4            | 13           | 16           | -3           | 33.33%       | 10.º Lugar               |
| Copa Sudamericana                | 10           | 6            | 2            | 2            | 14           | 8            | +6           | 66.67%       | Octavos de final         |
| Liga de Campeones de la Concacaf | 4            | 2            | 1            | 1            | 3            | 4            | -1           | 58.33%       | Cuartos de final         |
| Total                            | 194          | 80           | 62           | 52           | 227          | 164          | +63          | 51.89%       | Un título                |

## Palmarés

### Como jugador

#### Campeonatos nacionales
| Título               | Club                  | País       | Año     |
| -------------------- | --------------------- | ---------- | ------- |
| Copa de Francia      | París Saint-Germain   | Francia    | 2004    |
| Copa de la Liga      | Manchester United     | Inglaterra | 2006    |
| Premier League       | Manchester United     | Inglaterra | 2006-07 |
| Liga Española        | Real Madrid           | España     | 2007-08 |
| Supercopa de España  | Real Madrid           | España     | 2008    |
| Copa de la Liga      | Olympique de Marsella | Francia    | 2010    |
| Ligue 1              | Olympique de Marsella | Francia    | 2009-10 |
| Supercopa de Francia | Olympique de Marsella | Francia    | 2010    |
| Copa de la Liga      | Olympique de Marsella | Francia    | 2011    |
| Primera División     | Newell's Old Boys     | Argentina  | F-2013  |

#### Campeonatos internacionales
| Título           | Equipo              | Sede   | Año  |
| ---------------- | ------------------- | ------ | ---- |
| Juegos Olímpicos | Selección Argentina | Atenas | 2004 |

### Como entrenador

#### Campeonatos nacionales
| Título             | Club               | País      | Año     |
| ------------------ | ------------------ | --------- | ------- |
| Primera B Nacional | Argentinos Juniors | Argentina | 2016-17 |

### Distinciones individuales
| Distinción                                 | Año  |
| ------------------------------------------ | ---- |
| Jugador del año Sir Matt Busby.            | 2005 |
| 10.º Mejor gol del Mundial de Fútbol 2010. | 2010 |